# Endomychus flavus
Endomychus flavus es una especie de coleóptero de la familia Endomychidae.

## Distribución geográfica
Habita en Sichuan (China).